# هادي الشيباني
هادي الشيباني العتيبي  (28 سبتمبر 1983 -)، ممثل ومذيع سعودي. بدأ مشواره الإعلامي كمذيع في قناة الأخبارية ثم انتقل إلى الـart ثم إلى «محطته الاخيرة في التلفزيون» في قناة لاين سبورت،
ايضاً هو ممثل كوميدي صاحب برنامج يطبعون في قناة صاحي في اليوتيوب وظهر في برنامج دوت شباب، والآن يعمل ويقدم برنامج ختم على اليوتيوب لصحفية عين اليوم .
يتميز بصوت جيد يناسب ما يقدمه وأيضا يتميز بشخصية تساعده على استقطاب مشاهدين كثر وساعد أيضا في زيادة عدد مشاهدين صاحي بشكل كبير إذ يعد برنامج هادي الشيباني الأكثر من حيث المشاهدات على قناة صاحي.
يعرف عن هادي أيضا بتميزه في إتقان الدور المنوط إليه إذ أن التحاقه بقناة الأخبارية والـART ولاين سبورت آتى ثماره لهادي فأصبح من بين الاعلاميين النادرين الوجود حسب المنتقدين وكتاب الرأي العام.

## برنامج يطبعون
برنامج يطبعون يتناول أهم القضايا السعودية والرأي العام وهموم المواطن إلى أن وصل إلى انتقاد الوزارات والوزراء والمسؤولين ويعد برنامج يطبعون ثاني أكثر برنامج من حيث حدة النقد بعد برنامج التاسعة إلا ربع الذي يقدمه محمد بازيد، والفرق بين البرنامجين أن برنامج يطبعون يعتمد على الأسلوب الواضح الغير معقد في النقد فيفهم المتلقي أيا كان سنه ما يقال، وأما بالنسبة لبرنامج التاسعة إلا ربع فيعتمد على الأسلوب الغير واضح في النقد وعند فهم ما يقال تجد أن النتيجة الطبيعية أن النقد في برنامج التاسعة إلا ربع ليس كنقد برنامج يطبعون.

## انتقادات حول برنامج يطبعون
تدور الانتقادات حول هذا البرنامج في محورين رئيسيين.
الأول:هناك من انتقد برنامج يطبعون كونه لا يظهر الخبر كاملا في برنامجه بل يقتطع الجزء المراد انتقاده.